# 薛侃 (明朝)
薛侃（1486年—1545年），字尚謙，号中离，世人称之为中离先生，广东潮州府揭阳县（现属潮州市潮安区庵埠镇薛陇）人，明朝政治人物。

## 生平
正德五年（1510年）庚午科廣東鄉試第十名舉人，十二年（1517年）中式丁丑科會試第七十名，三甲第一百七十一名進士。都察院觀政，疏乞归养，往贛州师从王阳明四年，“乃今之着者，唯薛氏学耳。”十六年（1521年）授行人司行人，升行人司正。嘉靖十年（1531年）七月上言于亲藩中择其亲而贤者迎取一人入京为守城王，他日东宫生长，其为辅王亦不可缺。触怒明世宗，被下狱拷问所交通亲王及主使者，時首辅张孚敬与夏言不和，张孚敬指使其党彭泽将此事牵引至夏言主使，右都御史汪鋐乃攘臂声称夏言实为主使，夏言拍案大骂，欲殴打汪鋐，行人司行人孙应奎、户科给事中曹汴請张孚敬回避，张孚敬怒，上疏弹劾，夏言、孙应奎、曹汴被下狱。经过三法司审讯，夏言被释放出狱，张孚敬令致仕，彭泽充军山西，薛侃纳赎为民。
归田后在桑浦山设宗山书院讲阳明学，使阳明学在岭南有了更大的影响。嘉靖四年（1525年）为解决内河交通，倡导浚通桑浦山东侧的河道，沟通了龙溪、榕江两大水系，全长7.5公里，后世人称之为“中离溪”，嘉靖二十四年（1545年）去世，隆庆元年（1567年）复官，赠御史。

## 著作
著有《中离集》，录入冯奉初所辑《潮州耆旧集》。

## 家族
曾祖薛田；祖父薛志安；父薛驥，母曾氏。慈侍下。兄薛俊（教諭）、薛傑，弟薛僎、薛偉、薛僑。

## 延伸阅读
[在维基数据编辑]
 《明史卷二百〇七》，出自《明史》